# Phania
Phania, rod glavočika iz podtribusa Critoniinae, dio tribusa Eupatorieae.

## Opis
Rod Phania uključuje 5 zeljastih ili grmolikih vrsta iz Kariba, uključujući 3 vrste endemske za Kubu. Ističe se smanjenim privjescima prašnika i papusom od 5 ljusaka.

## Vrste
1. Phania cajalbanica Borhidi & O.Muñiz
2. Phania domingensis Griseb.
3. Phania matricarioides Griseb.

## Sinonimi
- Podophania Baill.; Bull. Soc. Linn. Par. 1: 268 (1880)